# Lista de estados do Brasil por despesas dos tribunais de contas estaduais
Relação de unidades federativas do Brasil por despesas dos tribunais de contas estaduais, no ano base 2013.
| Posição | Unidade federativa  | Despesas (em R$ milhões) |
| ------- | ------------------- | ------------------------ |
| —       | Brasil              | 5.075                    |
| 1       | São Paulo           | 586                      |
| 2       | Rio de Janeiro      | 562                      |
| 3       | Minas Gerais        | 524                      |
| 4       | Rio Grande do Sul   | 379                      |
| 5       | Pernambuco          | 281                      |
| 6       | Distrito Federal    | 263                      |
| 7       | Mato Grosso         | 253                      |
| 8       | Paraná              | 231                      |
| 9       | Goiás               | 221                      |
| 10      | Santa Catarina      | 169                      |
| 11      | Amazonas            | 165                      |
| 12      | Bahia               | 160                      |
| 13      | Mato Grosso do Sul  | 146                      |
| 14      | Espírito Santo      | 122                      |
| 15      | Paraíba             | 108                      |
| 16      | Pará                | 107                      |
| 17      | Sergipe             | 100                      |
| 18      | Rondônia            | 97                       |
| 19      | Maranhão            | 93                       |
| 20      | Alagoas             | 79                       |
| 21      | Tocantins           | 77                       |
| 22      | Piauí               | 75                       |
| 23      | Ceará               | 72                       |
| 24      | Rio Grande do Norte | 63                       |
| 25      | Amapá               | 48                       |
| 26      | Roraima             | 47                       |
| 27      | Acre                | 43                       |